# Mornington Crescent

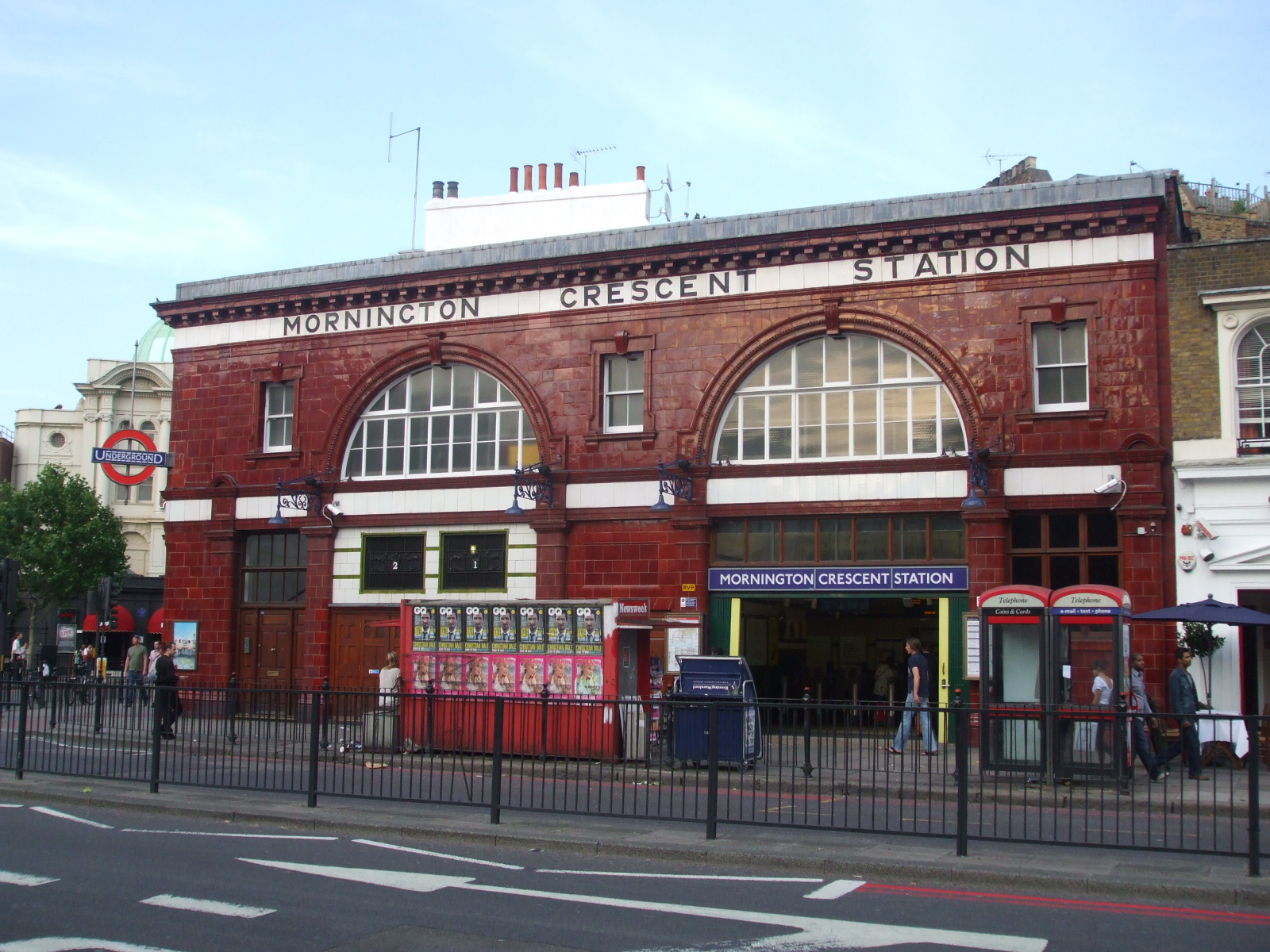
Mornington Crescents stationsbyggnad

Mornington Crescent är en tunnelbanestation i Camden Town i nordvästra London, namngiven efter en närbelägen gata. Stationen tillhör Londons tunnelbanas norra linje (Northern Line) och är belägen mellan stationerna Euston och Camden Town.
Mornington Crescent öppnade 22 juni 1907, och i många år användes den inte särskilt mycket. Den var endast öppen på vardagar och tåg på väg mot Edgware passerade utan att stanna.
Den 23 oktober 1992 stängdes stationen så att de då 85-åriga hissarna skulle kunna bytas ut. Avsikten var att man skulle öppna igen inom ett år, men eftersom stationen var i dåligt skick efter många års försummelse var fler reparationer nödvändiga. Därför hölls den stängd nästan hela 1990-talet och öppnades åter 27 april 1998. Sedan dess har stationen varit öppen samma tider som flertalet andra tunnelbanestationer, även under helgerna, för att minska pressen på den närliggande stationen Camden Town.